# Giraffa camelopardalis
La giraffa settentrionale (Giraffa camelopardalis Linnaeus, 1758), nota anche come giraffa dalle tre corna o più raramente come camelopardo è la specie tipo del genere Giraffa, originaria del Nord Africa.
Nell'attuale schema tassonomico dell'IUCN, esiste una sola specie di giraffa, ossia G. camelopardalis, e le sue nove sottospecie, sebbene delle ipotesi tassonomiche alternative hanno proposto l'esistenza di più specie, da due a undici.
Un tempo abbondanti in tutta l'Africa fino al XIX secolo, l'animale era presente nel Senegal, Mali e Nigeria, dall'Africa occidentale al nord dell'Egitto. Le giraffe dell'Africa occidentale vivevano un tempo in Algeria e Marocco in periodi antichi fino alla loro estinzione a causa del clima secco sahariano. Alcune popolazioni isolate possono essere trovate nel sud del Sudan, Kenya, Ciad e Niger.
Tutte le giraffe sono considerate Vulnerabili all'estinzione dall'IUCN. Nel 2016, circa 97.000 individui di tutte le sottospecie erano presenti allo stato brado.

## Etimologia
Il nome specifico camelopardalis è di origine latina. Durante il Medioevo la specie era conosciuta come «camelopardo», nome derivato dalle parole greche antiche che indicavano il cammello e il leopardo, animali a cui la giraffa ritenevano somigliasse.
Kameelperd è anche il nome della specie in lingua afrikaans. Tra gli altri nomi africani della giraffa ricordiamo ekorii (ateso), kanyiet (elgon), nduida (gikuyu), tiga (kalenjin e luo), ndwiya (kamba), nudululu (kihehe), ntegha (kinyaturu), ondere (lugbara), etiika (luhya), kuri (ma'di), oloodo-kirragata od olchangito-oodo (maasai), lenywa (meru), hori (pare), lment (samburu) e twiga (swahili e altre) nell'Africa orientale; e tutwa (lozi), nthutlwa (shangaan), indlulamitsi (siswati), thutlwa (sotho), thuda (venda) e ndlulamithi (zulu) in quella meridionale.

## Descrizione
La giraffa settentrionale presenta due protuberanze simili a corno, chiamate ossiconi, sulla fronte. I maschi, inoltre, presentano una terza protuberanza cilindrica meno sviluppata nel centro della fronte sopra gli occhi, che può raggiungere anche i 3-5 pollici. Le giraffe settentrionali sono più grandi e alte delle loro controparti meridionali.

## Sottospecie

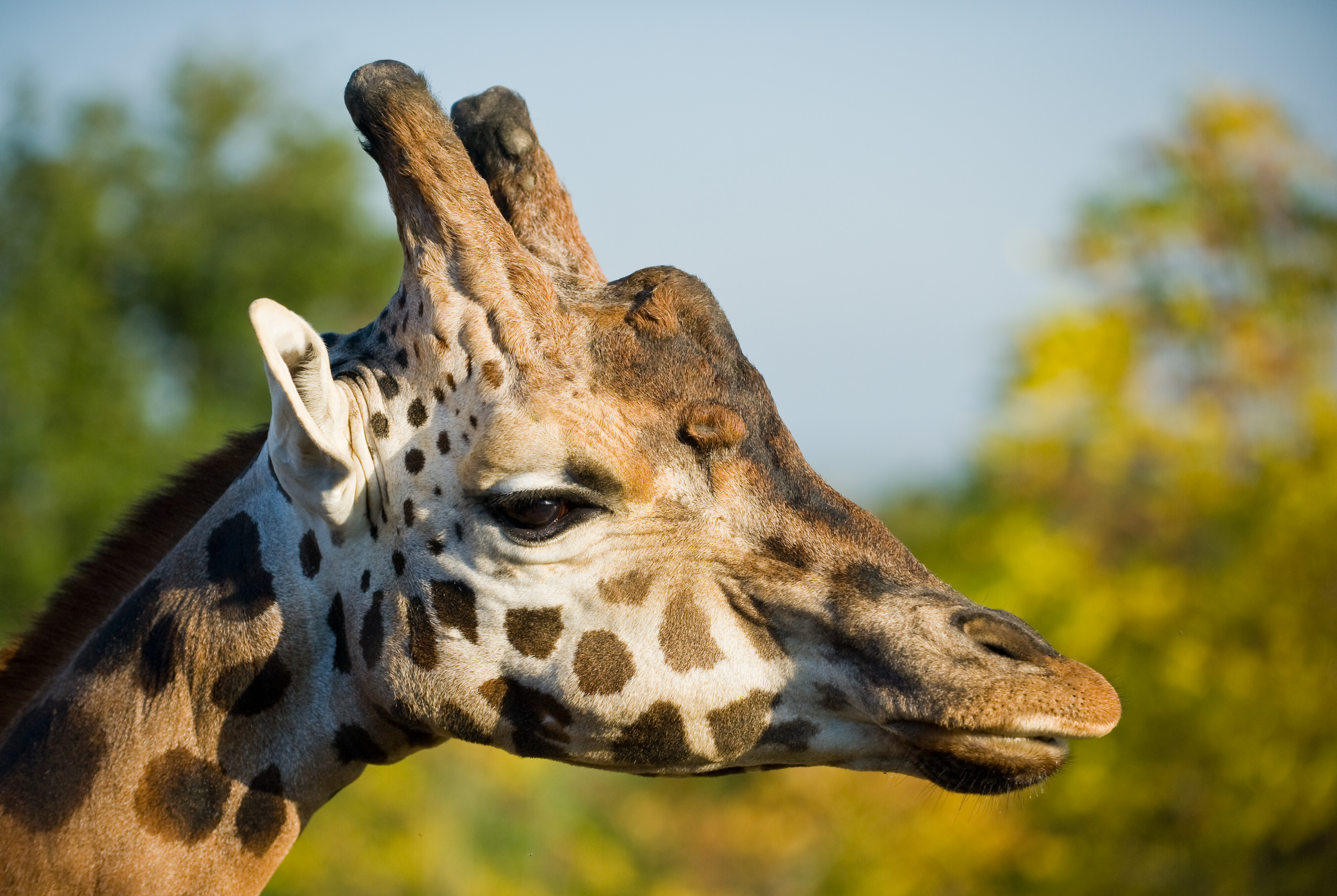
Giraffa camelopardalis presso lo Zoo d'Amnéville

Lo schema tassonomico dell'IUCN, considera valida una sola specie di giraffa, ossia G. camelopardalis, che contiene nove sottospecie, elencante di seguito:
- Giraffa di Kordofan - G. c. antiquorum Swainson, 1835
- Giraffa della Nubia - G. c. camelopardalis Linnaeus, 1758
- Giraffa di Rothschild - G. c. rothschildi Lydekker, 1903
- Giraffa dell'Africa occidentale - G. c. peralta Thomas, 1898
- Giraffa reticolata - G. c. reticulata (de Winton, 1889)
- Giraffa dell'Angola - G. c. angolensis (Lydekker, 1903)
- Giraffa del Sudafrica - G. c. giraffa (von Schreber, 1784)
- Giraffa masai - G. c. tippelskirchi (Matschie, 1898)
- Giraffa di Thornicroft - G. c. thornicrofti (Lydekker, 1903)

## Distribuzione
Le giraffe settentrionali sono divise in varie popolazioni isolate tra loro, e prediligono le savane e le zone boschive. A seguito delle loro estinzioni locali in varie regioni, le giraffe settentrionali sono la specie meno numerose e più minacciata. Nell'Africa orientale, si trovano principalmente in Kenya e nell'Etiopia sud-occidentale, e raramente nella Repubblica Democratica del Congo nordorientale e nel sud del Sudan. Se ne contano circa 2000 nella Repubblica Centrafricana, il Ciad e il Camerun, nell'Africa centrale. Un tempo diffuse nell'Africa occidentale, alcune centinaia di giraffe settentrionale sono confinate nella Riserva Dosso di Kouré, Niger. Sono comuni sia all'interno che all'esterno delle aree protette.
La distribuzione originale delle giraffe settentrionale era nel Ciad durante il tardo Pliocene. Vissero anche in Algeria sin dal primo Pleistocene durante il Quaternario. Vissero anche in Marocco fino alla loro estinzione intorno all'anno 600 d.C., poiché il clima secco del Sahara rendeva le condizioni impossibili per le giraffe. Sono estinte anche in Libia e in Egitto.